# Волкотт (Північна Дакота)
Волкотт (англ. Walcott) — місто (англ. city) в США, в окрузі Ричленд штату Північна Дакота. Населення — 262 особи (2020).

## Географія
Волкотт розташований за координатами 46°33′2″ пн. ш. 96°56′15″ зх. д. / 46.55056° пн. ш. 96.93750° зх. д. (46.550472, -96.937550).  За даними Бюро перепису населення США в 2010 році місто мало площу 2,63 км², уся площа — суходіл.

## Демографія
Згідно з переписом 2010 року, у місті мешкало 235 осіб у 94 домогосподарствах у складі 66 родин. Густота населення становила 89 осіб/км².  Було 103 помешкання (39/км²).
Расовий склад населення:
| - 96,6 % — білих - 0,9 % — чорних або афроамериканців |

До двох чи більше рас належало 1,7 %. Частка іспаномовних становила 2,6 % від усіх жителів.
За віковим діапазоном населення розподілялося таким чином: 28,9 % — особи молодші 18 років, 57,9 % — особи у віці 18—64 років, 13,2 % — особи у віці 65 років та старші. Медіана віку мешканця становила 33,9 року. На 100 осіб жіночої статі у місті припадало 104,3 чоловіків;  на 100 жінок у віці від 18 років та старших — 96,5 чоловіків також старших 18 років.
Середній дохід на одне домашнє господарство  становив 72 135 доларів США (медіана — 70 179), а середній дохід на одну сім'ю — 81 275 доларів (медіана — 74 000). 
Цивільне працевлаштоване населення становило 134 особи. Основні галузі зайнятості: освіта, охорона здоров'я та соціальна допомога — 23,1 %, будівництво — 20,9 %, виробництво — 11,9 %, фінанси, страхування та нерухомість — 10,4 %.